# Luis Antonio Jaime de Borbón y Farnesio
Luis Antonio Jaime kardinal de Borbón y Farnesio, španski rimskokatoliški duhovnik, škof in kardinal, * 25. julij 1727, Madrid, † 7. avgust 1785.

## Življenjepis
Luis je bil otrok španskega kralja Filipa V. in njegove druge žene Elizabete.
19. decembra 1735 je bil povzdignjen v kadrinala in imenovan za kardinal-diakona S. Maria della Scala; s tega položaja je odstopil 18. decembra 1754.